# John Randall Reding
John Randall Reding (ur. 18 października 1805, zm. 8 października 1892) - był członkiem Izby Reprezentantów Stanów Zjednoczonych ze stanu New Hampshire.
Urodził się w Portsmouth w New Hampshire. Uczęszczał do szkoły powszechnej. Początkowo terminował jako sprzedawca drukarek, później został redaktorem.
Został wybrany jako Demokrata na 27. i 28. kadencję Kongresu (4 marca 1841  i  3 marca 1845).